# Gagauzia
La Gagaùzia, o Gagausia (in gagauzo: Gagauz Yeri o Гагауз Ери: in romeno Găgăuzia; in russo Гагаузия?, Gagauzija), è un'entità territoriale autonoma della Moldavia. Copre una superficie di 1848 km², è popolata da 134 000 abitanti (2014) e ha come capoluogo la città di Comrat.
Il suo nome deriva dalla parola "gagauzo", che a sua volta proviene dal nome Gok-Oghuz usato per descrivere i discendenti delle tribù turche Oghuz. I tatari di Crimea e gli uiguri usano la parola gok che significa "cielo", o "celeste", e quindi Gok-Oghuz letteralmente significa "Oghuz celesti".
La Gagauzia è il centro politico, economico e culturale dei gagauzi. Sebbene ci siano significative minoranze gagauze in altre parti di Moldavia, Ucraina, Russia, Turchia e altri paesi dell'Europa orientale, la Gagauzia è l'unica area al mondo in cui la lingua e la cultura gagauza hanno uno status ufficiale.

## Storia

### Sotto l'influenza russa
Nel 1812 la Bessarabia, fino allora parte del Principato di Moldavia, venne ceduta all'Impero russo dopo la sconfitta degli Ottomani nella guerra russo turca del 1806-12. Con l'arrivo dei Russi, le popolazioni nomadi nogai che abitavano nel Budžak, la parte meridionale della Bessarabia, vennero scacciate. A ripopolare il territorio vennero chiamati dalla Bulgaria orientale i Gagauzi, che tra il 1812 e il 1846 s'insediarono nelle aree dove poi sorsero i villaggi di Comrat, Avdarma, Cișmichioi, Congaz e Tomai.
Nello stesso periodo e nella medesima area s'insediò una numerosa comunità di bulgari. Con l'eccezione di un breve periodo di autonomia con la costituzione della Repubblica di Comrat durato appena cinque giorni nell'inverno del 1906, i gagauzi sono stati governati in successione dall'Impero russo, dalla Romania, dall'Unione Sovietica e dalla Moldavia.

### Dopo l'indipendenza moldava
Dopo la dichiarazione d'indipendenza nel 1990 venne creata la Repubblica Gagauza e nel 1994 si arrivò ad un accordo che sancì una larga autonomia del territorio. Il 2 febbraio 2014 le autorità locali hanno organizzato due referendum consultivi, considerati illegittimi dal governo centrale, con cui gli elettori gaugazi si sono espressi a supporto dell'ingresso della Gaugazia nell'Unione doganale con Russia, Bielorussia e Kazakistan, nonché a favore dell'indipendenza in caso di adesione della Moldavia all'Unione europea. Nell'aprile 2015 è stata eletta alla carica di governatore della Gagauzia Irina Vlah, di posizioni autonomiste e filorusse.

## Geografia fisica

### Morfologia
La Gagauzia è un territorio non contiguo che si sviluppa nella parte meridionale della Moldavia. Confina in più punti a est e a sud con l'Ucraina.
Il territorio si compone di un corpo centrale che si sviluppa attorno alla capitale Comrat e tre enclavi nella Moldavia centrale, l'area di Vulcanești, la più grande, nell'estremo sud della Moldavia, l'enclave di Copceac, un piccolo rettangolo di terra, e l'enclave più piccola, quella di Carbalia, dalla forma grossomodo romboidale.
Il territorio della Gagauzia è completamente pianeggiante, con altitudini mai superiori ai 200 m s.l.m. e si sviluppa nel contesto della bassa Moldavia, tra gli estuari dei fiumi Dniestr e Danubio-Prut.

### Idrografia
È attraversata da diversi fiumi, come il Botna, Jalpug, Poliseno, Prut e Kogilnik. Il lago principale è il Prutul de Josbellotti, di 1.700 ettari, nel Valkaneș, una delle principali riserve naturali (6 km²). Fiume principale della Gagauzia centrale è lo Ialpugul, che nasce su una piccola altura nella Moldavia settentrionale, nel distretto di Cimișlia, e scorre verso sud solcando la pianura della Bucovina verso il delta del Danubio e il Mar Nero. Lungo il suo percorso crea diversi laghi. Entrando in Gagauzia ne crea tre principali, in ordine da nord a sud: il Lago Comrat, a nord di Comrat, il Lago Conzag, a nord di Conzag e il Lago Taraclia, al confine meridionale tra la Gagauzia centrale e il distretto di Taraclia, rientra poi in Gagauzia attraversando l'enclave di Copceac e poi torna al Raional Taraclia, ed infine entra in Ucraina e nel delta del Danubio. Altro bacino lacustre della Gagauzia centrale è il Lago Coţofeni, a nord-est di Congaz, vicino al villaggio di Cotovscoe.
Nell'area di Vulcănești, il fiume Cahul, arriva da nord, formando l'omonimo lago al confine tra il distretto di Cahul e l'area di Vulcănești, scorre verso sud, attraversando la città di Vulcănești e scorre verso sud andando a sconfinare in Ucraina per tuffarsi nel delta del Danubio.

### Clima
Il clima è continentale, mitigato dal mar Nero.

## Popolazione
La Gagauzia ha una popolazione di 155 646 abitanti (dati del 2004) con una densità di 85 abitanti per km².

### Evoluzione demografica
Secondo il censimento del 2004, dei 155 646 in 58 190 vivono in città mentre i restanti 97 456 in comunità rurali.
La popolazione è così divisa dal punto di vista etnico:
| Etnia       | Abitanti | %     |
| ----------- | -------- | ----- |
| Rumeni      | 7.481    | 4,81  |
| Ucraini     | 4.919    | 3,16  |
| Russi       | 5.941    | 3,82  |
| Gagauzi     | 127.835  | 82,13 |
| Bulgari     | 8.013    | 5,15  |
| Moldavi     | 38       | 0,02  |
| Altre etnie | 1.419    | 0,91  |

### Religione
La maggioranza della popolazione della Gagauzia è di religione ortodossa. La Chiesa ortodossa moldava è una Chiesa autonoma sotto la giurisdizione del Patriarcato di Mosca. Il territorio della Gagauzia fa parte dell'eparchia di Cahul e Comrat, una delle quattro della Moldavia; poi esistono anche minoranze appartenenti alla Chiesa ortodossa rumena,

### Lingue e dialetti
Le lingue ufficiali sono gagauzo, rumeno, russo.

## Ordinamento del territorio

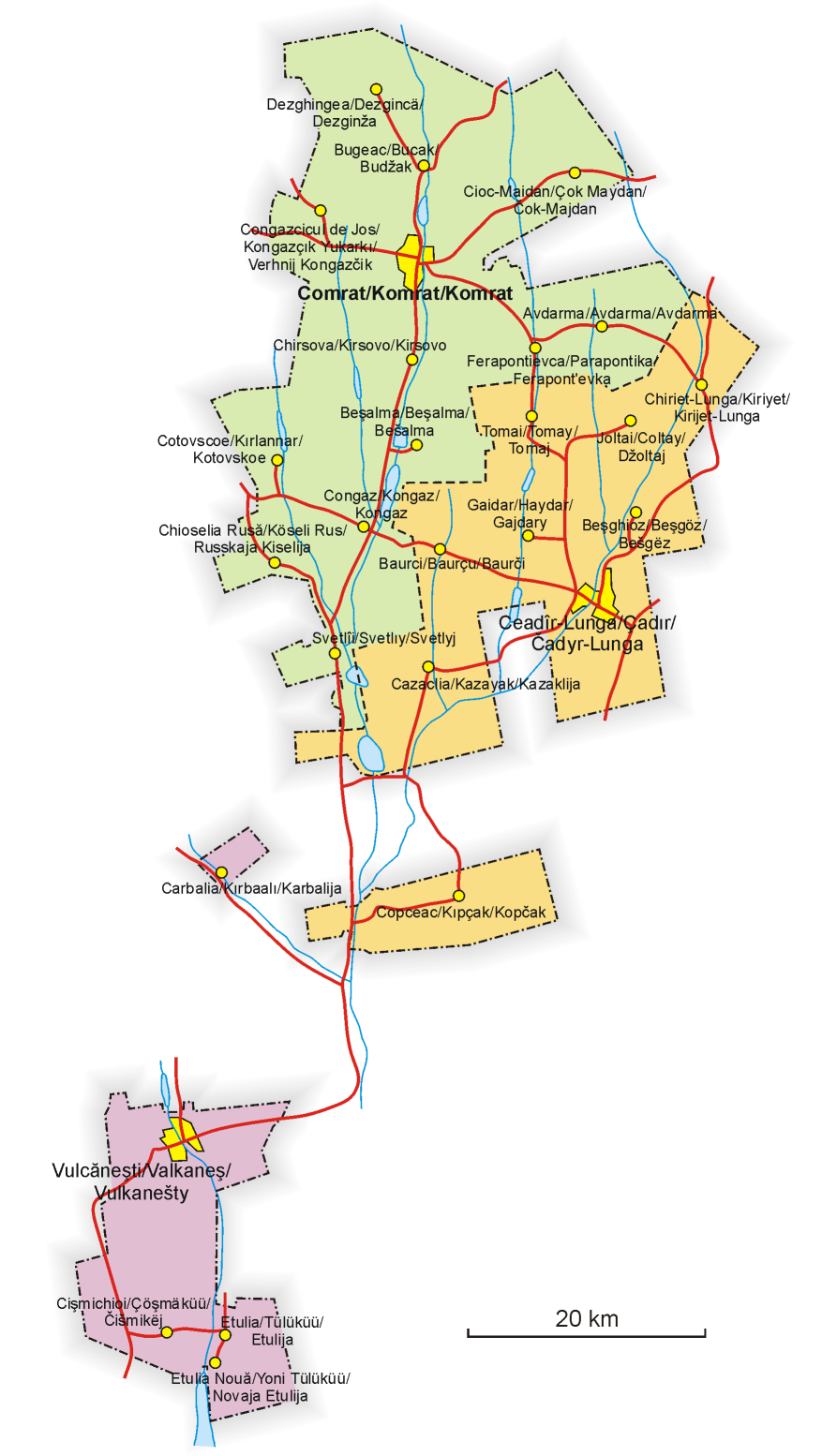
Divisione amministrativa della Gagauzia

### Suddivisioni storiche e amministrative
L'Unità amministrativa autonoma della Gagauzia è suddivisa in 32 località così ripartite: 1 municipalità, 2 città, 23 comuni e 6 frazioni (amministrate dai rispettivi comuni).

### Exclavi ed enclavi
Fanno parte del territorio autonomo, oltre al corpo centrale, 3 exclavi nella Moldavia: i territori della città di Vulcanești, e i villaggi di Copceac e Carbolia.

### Città principali
- Comrat
- Ceadîr Lunga
- Vulcanești
- Avdarma

### Istituzioni, enti e associazioni

#### Ordinamento scolastico
In Gagauzia si segue il sistema scolastico moldavo, con alcune autonomie.
In Gagauzia vi sono 55 scuole, il College pedagogico di Comrat (una scuola superiore con due anni post-diploma) e l'Università di stato di Comrat (Universitatea de Stat din Comrat). La Turchia ha finanziato la creazione di un centro culturale turco (Türk İşbirliği Ve Kalkınma İdaresi Başkanlığı) e di una libreria turca (Atatürk Kütüphanesi). Nel villaggio di Beșalma si trova un museo storico ed etnografico gagauzo, fondato da Dmitrii Kara Coban.
Nonostante sia stato dichiarato il gagauzo lingua nazionale, le autorità locali non hanno sviluppato nessun sistema scolastico in questa lingua. La maggior parte di essi si basa sulla lingua russa, in contrapposizione al resto della Moldavia, dove l'istruzione è impartita in rumeno. Anche con l'introduzione del sistema a quattro lingue (russo, rumeno, inglese o francese e gagauzo), la lingua locale è comunque all'ultimo posto.

#### Forze dell'ordine
A seguito della sua speciale autonomia, la Gagauzia ha il proprio corpo di polizia.

## Politica
L'autonomia della Gagauzia è garantita dalla Costituzione moldava e regolata dal Gagauz Autonomy Act del 1994. Se la Moldavia decidesse di unirsi con la Romania, la Gagauzia avrebbe il diritto all'autodeterminazione. L'Assemblea del Popolo Gagauzo (Adunarea Populară; gagauzo: Halk Topluşu), composta da 35 membri, ha un mandato per legiferare nell'ambito della sua giurisdizione. Questo include leggi in materia di educazione, cultura, sviluppo locale, tesoro e fisco, sicurezza pubblica e questioni sull'amministrazione territoriale. L'Assemblea del Popolo ha inoltre due poteri speciali: può partecipare nella formulazione della politica interna ed estera moldava e può godere del diritto d'appello alla Corte Costituzionale moldava.
Il più alto rappresentante della Gagauzia, che dirige la struttura del potere esecutivo, è il Governatore della Gagauzia (rumeno: Guvernatorul Găgăuziei; gagauzo: Başkan). Viene eletto dal popolo a suffragio universale con un mandato di quattro anni. Ha potere su tutti i corpi amministrativi della Gagauzia ed è anche un membro del Governo moldavo. L'eligibilità al governatorato richiede una ottima padronanza della lingua gagauza, cittadinanza moldava ed età minima di 35 anni.
Il potere esecutivo è esercitato dal Comitato Esecutivo (Comitetul Executiv o Bakannık Komiteti). I suoi membri sono nominati dal Governatore o attraverso un voto a maggioranza nella prima sessione dell'Assemblea del Popolo. Il comitato si assicura del rispetto delle leggi della Moldavia e di quelle gagauze.
Il Movimento popolare gagauzo Halkı è un partito politico separatista gagauzo.

## Economia
La base dell'economia gagauza è l'agricoltura ed in particolare la viticoltura (si coltivano anche cereali e legumi). I principali prodotti d'esportazione sono vino, olio di girasole, bevande non alcoliche, lana e tessuti. Ci sono 12 cantine che producono più di 400 000 tonnellate all'anno. Ci sono anche due oleifici, due industrie di tappeti, un'industria per il trattamento delle carni ed una di produzione di bevande non alcoliche. Secondo dati del 1993, l'agricoltura costituisce il 70% del PIL.
La rete stradale gagauza si sviluppa per 451 km, dei quali l'82% asfaltati.